# Річард Коммі
Річард Коммі (англ. Richard Commey, 10 березня 1987, Аккра, Гана) — ганський професійний боксер. Чемпіон світу за версією IBF (2019) у легкій вазі.

## Професіональна кар'єра
Дебютував Коммі на професіональному рингу 26 лютого 2011 року. І за 2011 рік встиг набити собі рекорд 11-0, 11КО, щоправда бився, навіть за мірками Гани, з явними андердогами.
Перша перевірка сил відбулася у 2012 році. У найбіднішій частині Лондона Bethnal Green Коммі провів два поєдинки з британцями Сімасом Волосінасом і Крісом Хагесом і в обох здобув дострокову перемогу.
8 березня 2013 року виграв вакантний континентальний (африканський) титул за версією IBF у легкій вазі.
26 грудня 2013 року виграв вакантний титул Африканського боксерського союза (ABU).
12 липня 2014 року виграв вакантний титул чемпіона Співдружності.
22 травня 2015 року провів перший бій у США, і, здобувши перемогу в бою проти узбецького боксера Баходіра Мамаджонова, завоював вакантний інтерконтинентальний титул за версією IBF у легкій вазі.

### Коммі проти Роберта Істера
На початку 2016 року здобув право на відбірковий бій по версії IBF. Але, після того як  чемпіон IBF у легкій вазі Рансес Бартелемі перейшов у наступну вагову категорію і залишив титул вакантним, Коммі 9 вересня 2016 року вийшов на бій за звання чемпіона, в якому в упертій боротьбі розділеним рішенним суддів поступився непереможному американцю Роберту Істеру (18-0, 14 КО). Це була перша поразка Коммі на профірингу.
Наступним для Коммі став відбірковий поєдинок за титул чемпіона IBF в легкій вазі з Денисом Шафіковим з Росії. В бою, який відбувся 2 грудня 2016 року в Москві, непросту перемогу здобув Шафіков (38-2-1, 20 КО) — Коммі знов програв розділеним рішенням суддів.
У липні 2017 року Річард підписав контракт з американським промоутером Лу Дібеллою, який і раніше продвигав бійців із Гани. Після цього Коммі переїхав у Нью-Йорк, де його став тренувати Андре Роз'є.
10 березня 2018 року у відбірковому бою по версії IBF у легкій вазі Коммі достроково переміг американця Алехандро Луну (22-1, 15 КО), двічі відправивши Луну в нокдаун у 6 раунді, після чого суддя зупинив бій. ТКО6. Коммі завоював право на бій-реванш з Робертом Істером, але Істер домовився про об'єднавчий бій з чемпіоном по версії WBC Майкі Гарсія. Перемогу і з нею титул чемпіона IBF здобув Майкі Гарсія, який відмовився проводити обов'язковий захист проти Коммі і звільнив титул IBF. 4 серпня 2018 року Коммі переміг нокаутом ноунейма Ярдлі Арменда Круса (24-11, 14 КО).

### Коммі проти Іси Чанієва
2 лютого 2019 року в бою за вакантний титул IBF в легкій вазі Коммі швидко забив росіянина Ісу Чанієва (13-2, 6 КО) і став новим чемпіоном IBF. Чанієв один раз у 1 раунді і двічі у 2 раунді побував у нокдауні. TKO2.
28 червня 2019 року Коммі переміг мексиканського ветерана екс-чемпіона світу в легкій вазі по версії WBO Раймундо Бельтрана (36-9-1, 22 КО). Бій завершився нокаутом у 8 раунді, до того Бельтран двічі в 1 раунді і раз у 5 раунді побував у нокдауні.

### Коммі проти Теофімо Лопеса
В бою 14 грудня 2019 року проти обов'язкового претендента американця Теофімо Лопеса Коммі зазнав прикрої поразки, вже у 2 раунді пропустивши правий хук і опинившись у важкому нокдауні. Він продовжив бій, але Лопес легко добив ганця, змусивши рефері зупинити бій. Коммі втратив не тільки титул IBF, але і можливість зустрітися в об'єднавчому бою з Василем Ломаченко.
Наступний бій Річард Коммі провів 13 лютого 2021 року проти домініканця Джексона Марінеса і здобув перемогу нокаутом в шостому раунді.

### Коммі проти Ломаченка
11 грудня 2021 року Річард Коммі зустрівся в бою за вакантний титул інтерконтинентального чемпіона за версією WBO з Василем Ломаченко. За рахунок більших зросту і довжини рук ганець сподівався утримувати українця на дистанції, атакуючи його звідти, але Ломаченко легко знаходив можливості для своїх атак, повністю нейтралізувавши Коммі. У сьомому раунді Річард побував у нокдауні, але бій пройшов усю дистанцію і завершився переконливою перемогою Ломаченка — 117-110, 119-108 і 119-108.
27 серпня 2022 року Річард Коммі дебютував у першій напівсередній вазі, звівши унічию поєдинок з ексчемпіоном світу у двох категоріях Хосе Педрасою (Пуерто-Рико).